# Обогрев трубопроводов
Обогрев трубопрово́да заключается в поддержании температуры процесса и защиты от замерзания и осуществляется с помощью систем кабельного обогрева. Трубопроводы различают по транспортируемой среде: нефтепроводы, газопроводы, водопроводы и т. д.
Решения по применению систем кабельного обогрева транспортируемых трубопроводов зависят от:
- свойств транспортируемого продукта;
- характеристик трубы;
- топологии трубопровода;
- характеристик окружающей среды.

## Состав системы кабельного обогрева
- Нагревательные кабели и аксессуары для их крепления на трубопроводе.
- Силовые и информационные кабели, распределительная коробка и крепёжные элементы.
- Шкафы управления, терморегуляторы, датчики температуры, датчики потока.

## Задачи по обогреву различных трубопроводов
1. Для трубопроводной транспортировки нефтепродуктов, химикатов и других продуктов важным фактором для стабильной работы является отсутствие пробок, сужения проходного сечения, выпадения твёрдых фракций, а также оптимальной вязкости среды. Решением задачи по обогреву нефтепроводов является применение различных нагревательных кабелей. Нагревательные или греющие кабели применяются как на заданном диапазоне трубопровода, так и на магистральных трубопроводах.
2. Для трубопроводов с газообразными веществами и различными жидкостями важной задачей является компенсация теплопотерь. Обогрев возмещает теплоотдачу трубы в окружающую среду, то есть обеспечивает поддержание одинаковой температуры, как на выходе трубопровода, так и на входе, а также обогрев предотвращает выпадение конденсата.
3. Задача по обогреву водопроводов заключается в защите от неблагоприятных условий окружающей среды. Для стабильной работы водопровода с горячей и холодной водой, систем пожаротушения, ливневых канализаций является обогрев и защита от замерзания с помощью резистивных и саморегулирующихся кабелей.

На основании всех перечисленных выше данных принимаются решения по выбору типа нагревательного кабеля, аксессуаров, силовых и информационных кабелей, распределительных коробок, а также шкафов управления и датчиков.

## Обогрев магистральных трубопроводов
Обогрев магистральных трубопроводов или трубопроводов большой протяженностью осуществляется специальной системой. У разных производителей нагревательных кабелей данная система называется по-разному, но основана на одном физическом явлении называемом скин-эффект. Для обогрева магистральных трубопроводов применяют нагревательную трубку (ферромагнитный трубопровод) и проводник, который протягивается через нагревательную трубку. Между нагревательной трубкой и проводником возникает скин-эффект. Основное тепловыделение происходит в нагревательной трубке. Данная система электро- и взрывобезопасна.